# Bathyporeiapus ruffoi
Bathyporeiapus ruffoi is een vlokreeftensoort uit de familie van de Exoedicerotidae. De wetenschappelijke naam van de soort is voor het eerst geldig gepubliceerd in 1971 door Escofet.